# 鳥山啓
鳥山啓（1837年4月29日—1914年2月28日），紀伊田邊藩（今和歌山縣田邊市）出身的博物學者、教育家、作詞家。南方熊楠的恩師，作爲《軍艦進行曲》的作詞者而廣爲知名。

## 外部鏈接
- http://www.naxnet.or.jp/~m-o/history/gunkan/gunkan.htm （页面存档备份，存于）
- http://www.aikis.or.jp/~kumagusu/ （页面存档备份，存于）
- http://www.world.ryukoku.ac.jp/~rmatsui/onnshi.htm （页面存档备份，存于）
- http://www.cypress.ne.jp/ojiri/tyosya.html （页面存档备份，存于）